# هوت مون!
هوت مون! (انگلیسی: Hoot Mon!) یک فیلم کمدی صامت آمریکایی است که در سال ۱۹۱۹ منتشر شد.

## بازیگران
- باد جیمیسون
- استن لورل
- ماری موسکینی
- نوآ یانگ
- جیمز پروت
- دوروثیا والبرت
- گاس لئونارد
- بل میچل
- والاس هاو
- هری کلیفتون